# Oryphantes
Oryphantes là một chi nhện trong họ Linyphiidae.